# 제이미 엘먼
제이미 엘먼(Jamie Elman, 1976년 7월 5일 ~ )은 미국/캐나다의 배우이다.

## 출연 작품
- 랜덤 인카운터스 (2013)
- 어 나이트 엣 더 오피스 (2012)
- 주먹왕 랄프 (2012)
- 시카고 8 (2011)
- 크레이지/섹시/어쿼드 (2010)
- 더 사이언티스트 (2010)
- 매드 맨 3 (2009)
- 캘리포니아 드리밍 (2007)
- 섀터드 글래스 (2003)
- 코드명 J (1995)
- 더 영 앤 더 레스트리스 (1973)